# Westkapelle
Westkapelle (zelandščina: Weskappel, lokalno: Wasschappel ) je vas z zgodovinskim statusom mesta v občini Veere na zahodnem koncu nekdanjega otoka Walcheren. Nahaja se v nizozemski provinci Zelandiji . Westkapelle je imela 1 januarja 2023 2.630 prebivalcev.[1]

## Zgodovina
Westkapelle je bil morda ustanovljen v času Vikingov.   Naselbina je dobila mestne pravice leta 1223,   vendar kasneje ni dobila sedeža v deželnih stanovih Zelandije, zato se je imenovala malo mesto . Status mesta Westkapelle je bil v 13. stoletju precejšen. V Westkapelleju je bila glavna trgovina s sledom. Okoli leta 1400 je zaradi številnih neviht mestno pristanišče postalo prenevarno za pristajanje ladij, kar je povzročilo, da se je blaginja Westkapelle preselila v bolje zaščitena mesta.  V tem času se je začela gradnja Westkapelskega morskega nasipa.    Leta 1453 je bilo mesto prodano gospodu Henriku Veerejskemu.   Leta 1540 je nasipe v mestu obiskal cesar Karel V.   Do leta 1996 je bila Westkapelle samostojna občina.  V času, ko je bil Westkapelle malo mesto, se je tu odvijal letni sejem s pripadajočim strelskim klubom Gaaischieters. 

### Druga svetovna vojna
3. oktobra 1944 so morski nasip na južni strani vasi uničili britanski bombniki (ta dogodek se v Westkapelle še vedno preprosto imenuje t Bombardement ), z namenom, da bi poplavili Walcheren, da bi olajšali osvoboditev otoka izpod nemškega okupatorja.  To bombardiranje je povzročilo smrt 158 prebivalcev mesta. 
Samo mesto je bilo skoraj izbrisano z zemljevida zaradi bomb in prihajajoče morske vode.  1. novembra 1944 so se zavezniške čete z desantnimi plovili izkrcale severno in južno od nastale luknje v jezu.   12. oktobra 1945, več kot leto kasneje, je bila vrzel v nasipu zapolnjena.    Še vedno viden ostanek druge svetovne vojne je potok Westkappelse, ki je nastal zaradi bombardiranja.

## Zgodovinske znamenitosti
Westkapelle je znan po svetilniku »Visoka luč«, ki ga lahko opazite takoj ob vstopu v nekdanje mesto. Ta stolp je ostanek   gotske cerkve sv. Vilibrorda iz 15. stoletja, ki jo je v noči s 14. na 15. marec 1818 uničil požar. Leta 1831 so na preostali cerkveni stolp ali zvonik postavili svetilnik. Posebnost svetlobnega stolpa je, da se ne nahaja na sami morski obali, temveč na kopni strani kraja. To je bilo storjeno namenoma, da bi bilo v času, ko so bili nasipi še manj trdni, manj možnosti za nastanek škode v primeru poplave. 
Poleg tega je na morski obali na severni strani kraja še drugi svetilnik, tako imenovana "železna kupola" . Oba svetilnika skupaj tvorita svetlobno črto, ki vodi ladijski promet v Oostgatu proti Zahodni Šeldi . "Visoka luč" s " svetilnikom Zoutelande " tvori črto rdeče luči za ladje iz Vlissingena.
Edini mlin v Westkapelleju, ki je preživel vojno, je mlin De Noorman. Mlina De Roos in Princ Henrik nista preživela vojne, čeprav mlinski kamen slednjega še vedno stoji na nasipu kot vojni spomenik. 
Druga zanimivost je sam Westkappelski mosrski nasip, pet kilometrov dolg obmorski zid iz bazaltnega kamna v vrsti sipin, ki ščiti otok Walcheren pred morjem.  Pred Deltaworks je bil to znak Nizozemskega boja proti vodi.   Na južni strani nasipa, tudi na južni strani kopališča, se nahaja Zuiderhoofd, 96 metrov dolgi pomol, po katerem se lahko sprehodite. Spomenik poplavljanju se nahaja na južnem delu nasipa, ki ločuje kopališče od Westkappelskega potoka. 

V nekdanji polderski hiši je Muzej Nasip in vojna, ki upravlja svetilnika Westkapelle Hoog in Noorderhoofd .  Spomenik tanku se nahaja v bližini polderja, na vrhu nasipa. 
- Westkapelle z mlinomDe Noorman na levi in svetilnikom Westkapelska visoka luč po desni.
- Svetilnik Westkapelska nizka luč na morski obalni  strani Westkappelskega morskega nasipa.
- Mlin na veter De Noorman
- Fotografija iz zraka na Westkapelle, na kateri je jasno viden Westkappelski morski nasip.
- Westkappelski potok, zWestkapelsko visokim svetilnikom v ozadju.

## Fotografije
- Trg
- Cerkev Moria
- Svetilnik Westkapelska visoka luč
- Svetlobni svetilnikWestkapelska nizka luč
- Hiše na trgu